# ランチ (船)

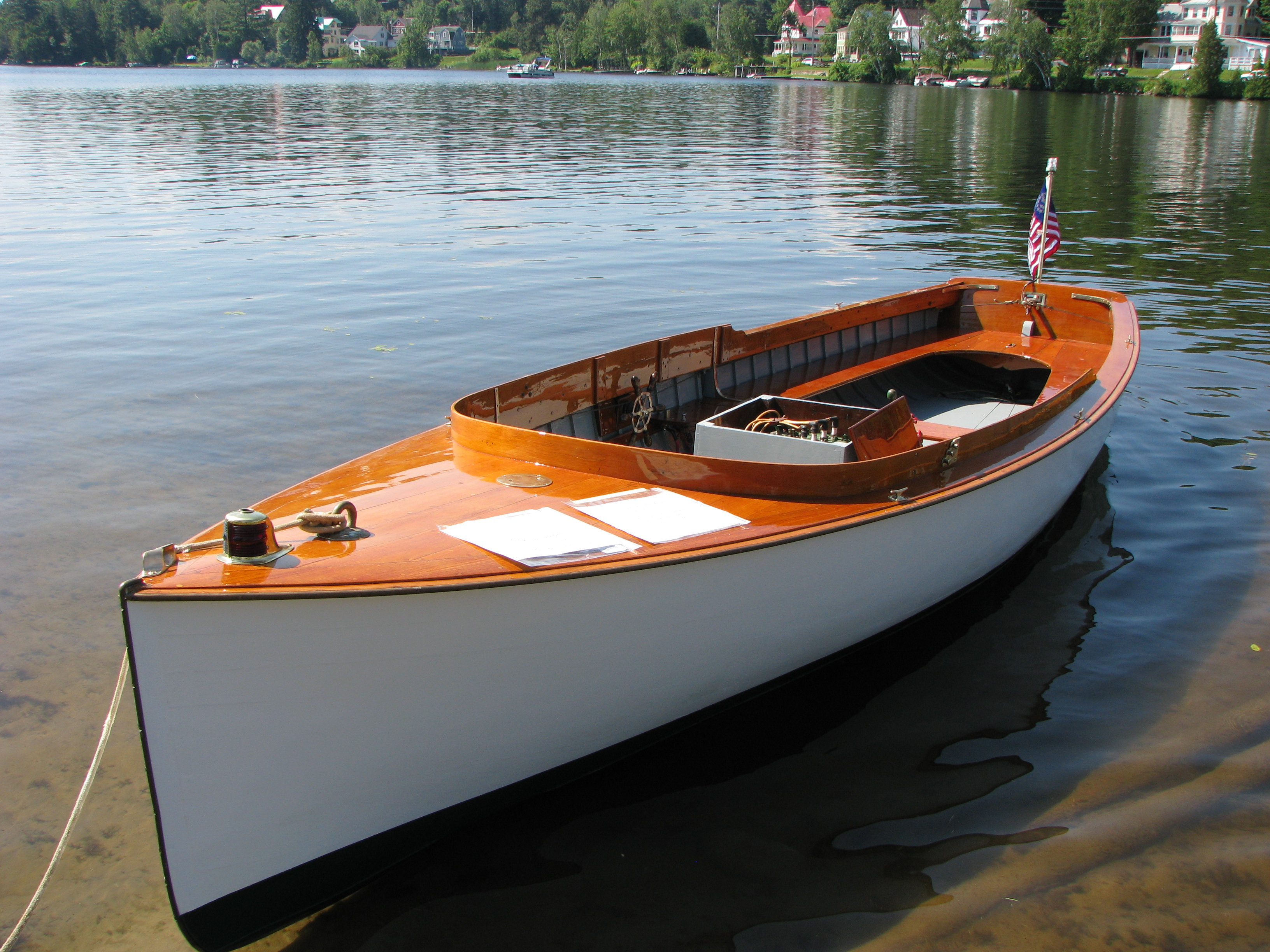
1910Mathisランチ（ニューヨーク州サラナック湖で）

イランで見かけたランチ（漁業用）

ランチ（英語: Launch）は原動機付の小型の船。港湾内で連絡、交通用に使われたり、大型船に積まれて乗組員の上陸、食料・荷物の運搬に使われたりする。

## 歴史
もともと、ランチは帆船時代に、軍用船が積める一番大きな船であった。スペイン語のランチャ（lancha、「艀」の意味）から、あるいは、マレー語のランチャラン船（lancharan、lanchar「容易に速度を出せる」から）からきたポルトガル語からの借用語である。
帆船時代には、船は様々な用途に応じて、カッターなどいろいろな小船を積んで航海していた。原動機時代になって、それぞれの用途はあいまいになってしまっても、もともとの船の名前が残っている。
1513年のドゥマク王国のポルトガル領マラッカには、ジャンク船は上陸艇としては大きすぎるので、ランチャラン船が多く使われたという。
18世紀には、ランチを大きな錨を固定するのに使ったこともあった。また、有名な「バウンティ号の反乱」の艦長・ウィリアム・ブライは反乱後にバウンティー号のランチに載られて、大洋に取り残された。